# مجلس ایالتی راینلاند-فالتس
مجلس ایالتی راینلاند-فالتس (به آلمانی: Landtag Rheinland-Pfalz) که به آلمانی لندتاگ نامیده می‌شود، بازوی قانونگذاری دولت ایالتی، در ایالت فدرال راینلاند-فالتس در کشور آلمان است
ماده ۷۹، بخش ۱ قانون اساسی ایالت راینلاند-فالتس تصریح می‌کند که: «لندتاگ عالی‌ترین ارگان تصمیم‌گیری سیاسی است که توسط مردم انتخاب می‌شود. نماینده مردم است، انتخاب رئیس‌الوزرا و تأیید کابینه را به عهده دارد، در قوانین و بودجه را تصویب می‌کند، قوه مجریه را کنترل می‌کند و اراده مردمی را در اداره امور عمومی دخالت می‌دهد و مسائل مربوط به سیاست در اروپا را بررسی می‌کند. اینها همه بر اساس توافقات بین مجلس ایالتی و کابینه هستند.»
لندتاگ راینلاند فالتس از ۱۰۱ عضو تشکیل شده‌است.
لاندتاگ در ساختمان دویچ‌هاوس در شهر ماینتس تشکیل جلسه می‌دهد، جایی که اولین پارلمان منتخب دموکراتیک تاریخ آلمان نیز تشکیل شده بود. پرچم آلمانی که در مجلس این ایالت استفاده می‌شود، پرچمی تاریخی است که در جشنواره هامباخر استفاده شده‌است.

## ترکیب بندی
پس از انتخابات ۱۴ مارس ۲۰۲۱، ترکیب مجلس ایالتی راینلاند فالتس به شرح زیر است:
| حزب                         | کرسی‌ها |
| --------------------------- | ------ |
| حزب سوسیال دموکرات (SPD)    | ۳۹     |
| اتحادیه دموکرات مسیحی (CDU) | ۳۱     |
| اتحاد ۹۰/سبزها              | ۱۰     |
| جایگزین برای آلمان (AfD)    | ۹      |
| حزب دموکرات آزاد (FDP)      | ۶      |
| رای‌دهندگان آزاد (FW)        | ۶      |

گروه‌های سیاسی با حروف برجسته در دولت ائتلافی ایالتی حضور دارند. از سال ۲۰۱۱ روش وبستر/ سنت لاگه برای تخصیص کرسی‌ها در نمایندگی تناسبی لیست حزبی استفاده می‌شود.